# Depandance Lužice
Depandance Lužice vznikla v roce 1932 spojením dvou domů v lázeňské části města Jáchymov. Původně to byl samostatný lázeňský dům, ale po výstavbě lázeňského domu Curie byl přeměněn na depandance. Modernizace a rekonstrukce proběhla v roce 2004 a v roce 2005 byla Lužice znovu otevřena. Komplexní služby a péči poskytují Agricola a Curie. Ubytovací kapacita je 21 jednolůžkových a 31 dvojlůžkových pokojů.

## 1948 – 1961
V době těžby uranu v letech 1948 – 1961 zde sídlila speciální policejní stanice pro vyšetřování vězňů, kteří se pokusili o útěk nebo byli z přípravy útěku podezřelí. Mezi vězni se budově přezdívalo „Sing-Sing“.